# Erik Johansson (skådespelare, född 1979)
Nils Erik "Jerka" Johansson, ursprungligen Åkerblom, född 23 februari 1979 i Enskede församling, Stockholm, är en svensk skådespelare.

## Karriär

### Film och TV
Erik Johansson gjorde sin debut 1994 i TV-serien Bert med rollen Benny. 1995 var han statist i långfilmen Bert – den siste oskulden.
Efter dramalinjen på Södra Latin i Stockholm gick Johansson på Teaterhögskolan i Malmö åren 2002–2005. Som barn medverkade han i Enskedespelen och i Jordcirkus uppsättning av Charles Dickens En julsaga. Han spelade Tobbe i TV-serien Eva & Adam (1999–2000). Han medverkade vidare i TV:s julkalender 1999, Julens hjältar samt i Familjehemligheter, Pusselbitar, Lokalreportern, Sanning eller konsekvens och Stockholm Boogie.
På Teaterhögskolan i Malmö medverkade Johansson i pjäser som Djävulen i miss Jones, där han spelade allt från putslustig polis till gråtande barn. Under hösten 2005 påbörjade han en anställning på Teater Västernorrland.
År 2008 spelade han Johan i den svenska dramaserien Sthlm som sändes i SVT. År 2010 spelade han rumskamrat till Bill Skarsgård i Himlen är oskyldigt blå.
Sedan 2013 spelar han rollen som Sebastian i kiriminalfilmserien Maria Wern.
Mellan 2017 och 2022 spelade Johansson huvudrollen Patrik i dramaserien Bonusfamiljen. Serien sändes i fyra säsonger innan den avslutades med långfilmen Länge leve bonusfamiljen år 2022. Rollen kom att bli ett brett genombrott för Johansson.
År 2021 regidebuterade Johansson med TV-serien Alla utom vi som han även skrivit manus till. Inför Guldbaggegalan 2021 nominerades Johansson till Bästa manliga biroll för sin insats i Orca.

### Mat
Vid sidan av skådespelandet är Johansson krögare och driver de två restaurangerna Sandhäxan och Frippes i Stockholm. Tillsammans med övriga delägare till restaurangerna gav han även ut kokboken Sandhäxans magiska mackor 2023. Sedan 2021 gör han matpodden Recept tack tillsammans med Nichlas Niemi.

### Mediemedverkan
Johansson har medverkat i SVT-programmet Bäst i test. Han har även tävlat i Alla mot alla i Kanal 5 flera gånger: 2019 i lag med Emma Molin, 2021 i lag med Kakan Hermansson, 2021 med styvsystern Karin Pettersson och 2023 med Tom Sjöstedt.

### Familj
Erik Johansson, uppvuxen i Gamla Enskede, är son till författaren George Johansson, som skrivit böckerna om Mulle Meck, och den grafiska formgivaren Sylvia Åkerblom. Föräldrarna skilde sig tidigt. I PC-spelet Bygg båtar med Mulle Meck från 1998 gör Erik Johansson rösten till väderleksuppläsaren. Modern är omgift med Sten-Åke Pettersson, far till Karin Pettersson.
Johansson lever med Lisa Sjösten och tillsammans har de ett barn. Han har ytterligare två barn från ett tidigare förhållande.

## Filmografi
| År        | Titel                                         | Roll              | Noteringar                                 |
| --------- | --------------------------------------------- | ----------------- | ------------------------------------------ |
| 1994      | Bert                                          | Benny             | TV-serie                                   |
| 1995      | Bert – den siste oskulden                     | statist           |                                            |
| 1997      | Sanning eller konsekvens                      | Anton             |                                            |
| 1999–2000 | Eva & Adam                                    | Tobbe             | TV-serie                                   |
| 1999      | c/o Segemyhr                                  | Robin             | Säsong 3, avsnitt 9                        |
| 1999      | Julens hjältar                                | Garntomten        | SVT:s julkalender                          |
| 2000      | Bastarderna i paradiset                       | Johan Svensson    |                                            |
| 2001      | Eva & Adam – fyra födelsedagar och ett fiasko | Tobbe             |                                            |
| 2001      | Följa                                         |                   |                                            |
| 2001      | Familjehemligheter                            | Ola Bendricks     |                                            |
| 2001      | Pusselbitar                                   | Joel Hallberg     | TV-serie                                   |
| 2002      | Olivia Twist                                  | Noa               | TV-serie                                   |
| 2003      | Capricciosa                                   | Patrik            |                                            |
| 2004      | Lokalreportern                                | Paul              | TV-serie                                   |
| 2005      | Den utvalde                                   | Tomas             |                                            |
| 2005      | Stockholm Boogie                              | Jerka             |                                            |
| 2007–2008 | Höök                                          | Mäklaren          | TV-serie                                   |
| 2007      | Rosa: The Movie                               | Danne             |                                            |
| 2007      | Se upp för dårarna                            | Axel Enecke       |                                            |
| 2007      | Darling                                       | säljare           |                                            |
| 2008      | Sthlm Del 1                                   | Johan             | TV-serie                                   |
| 2008      | Oskyldigt dömd                                | Svante Johansson  | TV-serie                                   |
| 2009      | Kommissarien och havet                        | statist           | TV-serie                                   |
| 2009      | De halvt dolda                                | statist           | TV-serie                                   |
| 2009      | Morden                                        | Kapten Lind       | TV-serie                                   |
| 2009      | Beck – I stormens öga                         | Gert              |                                            |
| 2009      | På bar gärning                                | Victor            |                                            |
| 2010      | TV-feber                                      |                   | TV-serie                                   |
| 2010      | Våra vänners liv                              | David             | TV-serie                                   |
| 2010      | Himlen är oskyldigt blå                       | Jonte             |                                            |
| 2011      | Hotell Gyllene Knorren – filmen               | Claes Strutz      |                                            |
| 2011      | Svaleskär                                     |                   |                                            |
| 2012      | Hamilton – I nationens intresse               |                   |                                            |
| 2012      | Hinsehäxan                                    | Gustav Östlin     | TV-serie                                   |
| 2012      | Riktiga män                                   |                   | TV-serie                                   |
| 2012      | En plats i solen                              | Patrik Nilsson    |                                            |
| 2012      | Livstid                                       | Patrik Nilsson    |                                            |
| 2012      | Den röda vargen                               | Patrik Nilsson    |                                            |
| 2012      | Studio sex                                    | Patrik Nilsson    |                                            |
| 2012      | Prime Time                                    | Patrik Nilsson    |                                            |
| 2012      | Nobels testamente                             | Patrik Nilsson    |                                            |
| 2012      | Sune i Grekland                               | Pontus            |                                            |
| 2013      | Allt faller                                   |                   | TV-serie                                   |
| 2013      | Den som söker                                 | Marius            |                                            |
| 2013      | Sune på bilsemester                           | Pontus            |                                            |
| 2013      | Maria Wern – Drömmen förde dig vilse          | Sebastian Ståhl   | TV-film                                    |
| 2013      | Maria Wern – Först när givaren är död         | Sebastian Ståhl   | TV-film                                    |
| 2013      | Fröken Frimans krig                           | DN-redaktör       | TV-serie                                   |
| 2014      | Hallonbåtsflyktingen                          | Mikael            |                                            |
| 2014      | Sune i fjällen                                | Pontus            |                                            |
| 2014–2015 | Blå ögon                                      | Gustav            | TV-serie                                   |
| 2014–2015 | Den fjärde mannen                             | Theodor Tischler  | TV-serie                                   |
| 2016      | Maria Wern – Min lycka är din                 | Sebastian Ståhl   | TV-film                                    |
| 2016      | Maria Wern – De döda tiger                    | Sebastian Ståhl   | TV-film                                    |
| 2016      | Maria Wern – Dit ingen når                    | Sebastian Ståhl   | TV-film                                    |
| 2016      | Maria Wern – Smutsiga avsikter                | Sebastian Ståhl   | TV-film                                    |
| 2017–2021 | Bonusfamiljen                                 | Patrik            | TV-serie                                   |
| 2016–2017 | Syrror                                        | Alexander Ahlgren | TV-serie                                   |
| 2017      | Jakten på tidskristallen                      | Hank Eastwood     | TV-serie                                   |
| 2017      | Innan vi dör                                  | Markus            | TV-serie                                   |
| 2018–2021 | Helt perfekt                                  | Erik              | TV-serie                                   |
| 2018–2019 | Det som göms i snö                            | Marcus Johansson  | TV-serie                                   |
| 2018–2019 | Maria Wern – Den eld som brinner              | Sebastian Ståhl   | TV-film                                    |
| 2018–2019 | Maria Wern – Ringar på vattnet                | Sebastian Ståhl   | TV-film                                    |
| 2018–2019 | Maria Wern – Viskningar i vinden              | Sebastian Ståhl   | TV-film                                    |
| 2018–2019 | Maria Wern – Jord ska du åter vara            | Sebastian Ståhl   | TV-film                                    |
| 2019      | Tills Frank skiljer oss åt                    | Frank             |                                            |
| 2020      | Orca                                          | John              |                                            |
| 2021      | Alla utom vi                                  | Goliat Äppelblom  | Även skapare, regissör och manusförfattare |
| 2021      | Maria Wern – Fienden ibland oss               | Sebastian Ståhl   | TV-film                                    |
| 2021      | Maria Wern – En orättvis rättvisa             | Sebastian Ståhl   | TV-film                                    |
| 2021      | Maria Wern – Ondskans djupa rot               | Sebastian Ståhl   | TV-film                                    |
| 2021      | Maria Wern – Som skuggor                      | Sebastian Ståhl   | TV-film                                    |
| 2022      | Länge leve bonusfamiljen                      | Patrik            | Långfilm                                   |
| 2022      | Spelskandalen                                 | Malmen            | Miniserie                                  |
| 2023      | Maria Wern – Vinna eller försvinna            | Sebastian Ståhl   | TV-film                                    |
| 2023      | Maria Wern – Jacqueline                       | Sebastian Ståhl   | TV-film                                    |
| 2023      | Maria Wern – Plats 89                         | Sebastian Ståhl   | TV-film                                    |
| 2023      | Maria Wern – Ett tidigare liv                 | Sebastian Ståhl   | TV-film                                    |

## Teater

### Roller (ej komplett)
| År   | Roll                   | Produktion                                  | Regi            | Teater                 |
| ---- | ---------------------- | ------------------------------------------- | --------------- | ---------------------- |
| 2006 | Erland Jansson         | Gertrud Hjalmar Söderberg                   | Carolina Frände | Stockholms stadsteater |
| 2007 | Ottobob                | Jorden är min filt Sofia Fredén             | Andreas Kundler | Stockholms stadsteater |
| 2007 | Kocken m fl            | Peer Gynt Henrik Ibsen                      | Lars Rudolfsson | Stockholms stadsteater |
| 2011 | Ulf                    | Riktiga män Scott Rankin och Glynn Nicholas | Emma Bucht      | Maximteatern           |
| 2012 | Norman                 | Treater Alan Ayckbourn                      | Emma Bucht      | Intiman                |
| 2014 | Pastor David Marschall | Kom igen, Charlie Larry Shue                | Peter Dalle     | Oscarsteatern          |

## Ljudboksuppläsningar (urval)
- 2010 – Farbrorn som inte vill va' stor, biografi om Gösta Ekman av Klas Gustafsson